# كوفي ساركودي
كوفي ساركودي (بالإنجليزية: Kofi Sarkodie)‏ (22 مارس 1991 بهوبر هايتس في الولايات المتحدة - ) هو لاعب كرة قدم أمريكي في مركز الدفاع. شارك مع منتخب الولايات المتحدة تحت 17 سنة لكرة القدم ومنتخب الولايات المتحدة تحت 18 سنة لكرة القدم ومنتخب الولايات المتحدة تحت 20 سنة لكرة القدم ومنتخب الولايات المتحدة تحت 23 سنة لكرة القدم. أما مع النوادي، فقد لعب مع سان خوسيه إيرثكويكس وهيوستن دينامو وFlint City Bucks ‏.

## وصلات خارجية
- كوفي ساركودي على موقع الدوري الأمريكي (الإنجليزية)
- كوفي ساركودي على موقع قاعدة بيانات كرة القدم.إي يو (الإنجليزية)
- كوفي ساركودي على موقع Soccerway.com (الإنجليزية)
- كوفي ساركودي على موقع AS.com (الإسبانية)